# Marek Mróz
Marek Mróz (ur. 13 lutego 1971 w Prudniku) – polski żużlowiec.

## Życiorys
Pochodził z niezamożnej, robotniczej rodziny. Syn Aleksandra i Zofii. Mróz w młodości uprawiał kolarstwo pod wpływem Franciszka Surmińskiego, a także jeździł konno w Stadninie Koni Prudnik w Chocimiu i grał w trampkarzach Pogoni Prudnik. Zaczął interesować się żużlem dzięki swojemu ojcu, który zabierał go z Prudnika do Opola na mecze Kolejarza Opole. Po latach wspominał:

[...] przez pięć lat jeździłem praktycznie codziennie z Prudnika do Opola, aby móc trenować na żużlu. Nie poszedłem do technikum tylko dlatego, że rodziców nie byłoby stać na dalsze finansowanie moich dojazdów. Poszedłem do zawodówki za namową taty. Jako przyszły mechanik samochodowy, miałem praktyki w PKS i po województwie opolskim mogłem jeździć za darmo autobusami. Gdyby nie to, musiałbym z żużla zrezygnować, bo rodziców nie byłoby stać na moje dojazdy.

Licencję żużlową zdał w 1987 w barwach Kolejarza Opole, z którym był związany do 1995. Następnie w latach 1996–1997 reprezentował Wybrzeże Gdańsk. Po dwóch latach powrócił do macierzystego klubu, w którym startował do 2000. Następnie przez dwa lata reprezentował KSŻ Krosno, w 2003 – Kolejarz Rawicz, w latach 2004–2005 – TŻ Łódź, w 2006 – Polonię Piła. W 2008 doznał poważnej kontuzji, w wyniku której zakończył karierę sportową.
Finalista indywidualnych mistrzostw Polski na żużlu (Toruń 1991 – XIII miejsce). Dwukrotny finalista młodzieżowych indywidualnych mistrzostw Polski (Bydgoszcz 1990 – jako rezerwowy, Toruń 1991 – XVI miejsce). Finalista turnieju o „Złoty Kask” (Wrocław 1992 – jako rezerwowy). Dwukrotny finalista turniejów o „Srebrny Kask” (1989 – XVI miejsce, Tarnów 1990 – X miejsce). Dwukrotny finalista turniejów o „Brązowy Kask” (1989 – VII miejsce, Tarnów 1990 – XII miejsce). Finalista klubowego Puchar Europy (Togliatti 2005 – V miejsce, w barwach klubu Unia Tarnów).

## Kariera klubowa

### Liga polska
- Kolejarz Opole (1987–1995, 1998–2000)
- Wybrzeże Gdańsk (1996–1997)
- KSŻ Krosno (2001–2002)
- Kolejarz Rawicz (2003)
- TŻ Łódź (2004–2005)
- Polonia Piła (2006)

### Liga brytyjska
- Mildehall Fen Tigers (2008)
- Newport Wasps (2008–2009)
- Birmingham Brummies (2009)